# Alejandro Curbelo
Alejandro Curbelo (Montevideo, 19 de setembro de 1973) é um ex-futebolista uruguaio que atuava como defensor.

## Carreira
Alejandro Curbelo integrou a Seleção Uruguaia de Futebol na Copa América de 2001.[carece de fontes?]